# 皮氏擬白魚
皮氏擬白魚（学名：Alburnoides petrubanarescui），也称普雷斯帕湖擬白魚，為輻鰭魚綱鯉形目雅羅魚科擬白魚屬的其中一種，被IUCN列為易危保育類動物，分布於歐洲希臘、北馬其頓、阿爾巴尼亞的普雷斯帕湖流域，亞洲伊朗淡水流域，體長可達8.9公分，棲息在底中層水域，生活習性不明。

## 扩展阅读
維基物種上的相關：皮氏擬白魚
 維基物種上的相關：普雷斯帕湖擬白魚